# Rosalie Gangué
Rosalie Gangué (sinh ngày 31 tháng 5 năm 1975) là một vận động viên cự ly trung bình, thi đấu quốc tế cho Tchad.
Gangué đại diện cho Chad tại Thế vận hội Mùa hè 1992 ở Barcelona, cô ấy 17 tuổi, cô ấy đã thi đấu ở cự ly 800 mét nhưng cô ấy không hoàn thành được sức nóng của mình, cô ấy cũng đã thi đấu ở cự ly 1500 mét khi cô ấy kết thúc ở vị trí thứ 10 vì vậy không đủ điều kiện cho vòng tiếp theo.